# ماري برايس
ماري برايس (بالإنجليزية: Mary Price) هي لاعبة بولينغ بريطانية، ولدت في 27 أبريل 1942.